# Lữ đoàn Kỵ binh 4 Úc
Lữ đoàn Kỵ binh 4 được quân đội Úc hình thành trong thế chiến thứ hai. Lữ đoàn được thành lập vào tháng 9 năm 1939, thuộc biên chế Sư đoàn Kỵ binh 1 Úc. Lữ đoàn đã tham gia bất kỳ trận đánh nào và chuyển thành Lữ đoàn Cơ giới 4 Úc vào tháng 3 năm 1942.

## Biên chế
Trung đoàn Kinh kỵ 1
Trung đoàn Thiết giáp 1
Đơn vị Kinh kỵ 6
Trung đoàn Kinh kỵ 14 Úc
Đơn vị Kinh kỵ 21
Trung đoàn Cơ giới 6